# كيسيمي
كسمي (بالإنجليزية: Kissimmee) هي مدينة أمريكية تقع في ولاية فلوريدا. تبلغ مساحة هذه المدينة 44.8 (كم²)،ويبلغ عدد سكانها 59682 نسمة حسب إحصاء سنة 2010 م 59682.تشير إحصاءات سنة 2000م بأن الكثافة السكانية في هذه المدينة تقدر بـ(auto) نسمة/كم2 

## أعلام
- جون ميلتون بريان سيمبسون
- لي نيلسون
- ماوليك بانكولي
- فريدريك بريور
- ريتشارد يونغ
- هوراس بروكس